# Europees kampioenschap basketbal mannen 1977
Eurobasket 1977 is het twintigste gehouden Europees Kampioenschap basketbal. Eurobasket 1977 werd georganiseerd door FIBA Europe. Twaalf landen die ingeschreven waren bij de FIBA, namen deel aan het toernooi dat gehouden werd in 1977 in België. Het basketbalteam van Joegoslavië won in de finale van het toernooi met 74-61 van de Sovjet-Unie, waarmee het de uiteindelijke winnaar van Eurobasket 1977 werd. De strijd om de derde en vierde plaats werd beslecht door Italië en Tsjecho-Slowakije. Tsjecho-Slowakije won met 91-81.

## Eindklassement
1. Joegoslavië
2. Sovjet-Unie
3. Tsjecho-Slowakije
4. Italië
5. Israël
6. Bulgarije
7. Nederland
8. België
9. Spanje
10. Finland
11. Frankrijk
12. Oostenrijk

| Eurobasket 1977 winnaar |
| ----------------------- |
| Joegoslavië Derde titel |

## Individuele prijzen

### MVP (Meest Waardevolle Speler)
- Dražen Dalipagić

### All-Star Team
- Zoran Slavnić
- Miki Berkovich
- Dražen Dalipagić
- Kees Akerboom
- Atanas Golomeev